# Liste der Bodendenkmäler in Altenstadt an der Waldnaab
Auf dieser Seite sind die Bodendenkmäler in der Oberpfälzer Gemeinde Altenstadt an der Waldnaab zusammengestellt. Diese Tabelle ist eine Teilliste der Liste der Bodendenkmäler in Bayern. Grundlage ist die Bayerische Denkmalliste, die auf Basis des Bayerischen Denkmalschutzgesetzes vom 1. Oktober 1973 erstmals erstellt wurde und seither durch das Bayerische Landesamt für Denkmalpflege geführt wird. Die folgenden Angaben ersetzen nicht die rechtsverbindliche Auskunft der Denkmalschutzbehörde.

## Bodendenkmäler der Gemeinde

### Bodendenkmäler im Ortsteil Altenstadt a.d.Waldnaab
| Lage                                             | Objekt | Akten-Nr.     | Bild           |
| ------------------------------------------------ | --- | ------------- | -------------- |
| Altenstadt a.d.Waldnaab Pfarrplatz 18 (Standort) | Pfarrkirche Mariä Himmelfahrt Archäologische Befunde des Mittelalters und der frühen Neuzeit im Bereich der Katholischen Pfarrkirche Mariä Himmelfahrt in Altenstadt a.d. Waldnaab, darunter die Spuren von Vorgängerbauten bzw. älterer Bauphasen. | D-3-6238-0005 | weitere Bilder |
| Altenstadt a.d.Waldnaab (Standort)               | Mesolithische Freilandstation, vorgeschichtliche Siedlung. | D-3-6238-0031 |                |
| Altenstadt a.d.Waldnaab (Standort)               | Spätpaläolithische und mesolithische Freilandstation, vorgeschichtliche Siedlung. | D-3-6238-0067 |                |
| Altenstadt a.d.Waldnaab (Standort)               | Vorgeschichtliche Siedlung. | D-3-6238-0074 |                |

### Bodendenkmäler im Ortsteil Meerbodenreuth
| Lage                      | Objekt                               | Akten-Nr.     | Bild |
| ------------------------- | ------------------------------------ | ------------- | ---- |
| Meerbodenreuth (Standort) | Frühneuzeitliche Hofwüstung Reuthof. | D-3-6238-0059 |      |